# Ordoñezita
La ordoñezita es un mineral de la clase de los minerales óxidos, y dentro de esta pertenece al llamado “grupo de la tapiolita”. Fue descubierta en 1953 en la mina Santín del municipio de Santa Catarina, en el estado de Guanajuato (México), siendo nombrada así en honor de Ezequiel Ordóñez, antiguo director del Instituto de Geología de México.

## Características químicas
Es un óxido de dos metales, el cinc y el antimonio, anhidro, similar al resto de minerales del grupo de la tapiolita.
Además de los elementos de su fórmula, suele llevar como impurezas: aluminio y silicio.

## Formación y yacimientos
Aparece en vetas ricas en mineral de casiterita dentro de rocas riolitas. Se forma en las últimas etapas penumatolíticas de formación de dicha roca.
Suele encontrarse asociado a otros minerales como: casiterita, hematites, cuarzo, cristobalita, hyalita, montmorillonita, byströmita, chenevixita o malaquita.